# كارتل بيلتران ليفا
كارتل بيلتران ليفا (بالإسبانية: Cártel de los Beltrán Leyva) هي منظمة مخدرات مكسيكية كان يرأسها سابقًا خمسة من الإخوة بيلتران ليفا: ماركوس وأرتورو وكارلوس وألفريدو وهيكتور.
تأسست كـ فرع لـ كارتل سينالوا لكنهم أنفصلوا بعد ذلك، وكانت مسؤولة عن النقل وبيع الكوكايين والهيروين والماريجوانا وسيطرت على العديد من ممرات تهريب المخدرات، وتشارك في تهريب البشر وغسل الأموال والابتزاز والخطف والقتل والتجارة بالأسلحة النارية.
كانت واحدة من أقوى عصابات المخدرات في المكسيك التي اخترقت فعليًا صفوف مختلف وكالات الحكومة والإنتربول في المكسيك، آخر زعيم معروف لها هو هيكتور بيلتران ليفا تم القبض عليه في أكتوبر 2014، بعد أن وضع في قائمة المطلوبين ومكافأة بملايين الدولارات من قبل حكومتي الولايات المتحدة والمكسيك لمن يدلي بمعلومات عن مكانه، وتم إعلان من قبل السلطات المكسيكية أن الكارتل قد أنتهى وتم القاء القبض عليهم جميعاً.

## عمليات الكارتل
- الهيمنة على تجارة المخدرات وغيرها من الأنشطة غير القانونية في المطارات في المكسيك ومونتيري وتولوكا وكانكون وأكابولكو.
- بناء الفنادق والمطاعم لغسل الأموال في كانكون وأكابولكو وكوزوميل وغيرها من المنتجعات.
- اتفاقية عمل مع لوس زيتاس كارتل.
- توفير ممرات لنقل الماريجوانا والهيروين والميتامفيتامين من جبال الأنديز.
- القدرة على الابتزاز وغسل الأموال والأسلحة وتهريب البشر وتشجيع الدعارة والقيام بعمليات الاختطاف.

## القاء القبض
تم القبض على ألفريدو بيلتران ليفا في 20 يناير 2009، وقتل أرتورو على يد المارينز المكسيكيين في تبادل لإطلاق النار في 16 ديسمبر 2009 بعد أسبوعين من وفاة ألفريدو، في 30 ديسمبر 2009 تم القبض على «كارلوس بيلتران ليفا» من قبل الشرطة الفيدرالية المكسيكية في كولياكان، سينالوا بعد أن أظهر للسلطات رخصة قيادة مزيفة من باستخدام اسم مستعار، «كارلوس» اعتقل بتهم بارزة منذ عام 2009 بما في ذلك تهريب المخدرات، وغسل الأموال والأسلحة النارية غير القانونية.
في 11 أغسطس 2011، تم إلقاء القبض على «أوسكار أوسفالدو غارسيا مونتويا» (المعروف باسم كومبايتو)، قيادي في الكارتل.
في 16 أبريل 2014، تم القبض على الرجل الثاني في القيادة، أرنولدو فيلا سانشيز، من قبل السلطات المكسيكية في حي كونديسا في مكسيكو سيتي.
في 1 أكتوبر 2014، تم القبض على هيكتور بيلتران ليفا وزميله في العمل جيرمان جينيا، أثناء تناولهم الطعام في مطعم شعبي في مدينة سان ميغيل دي الليندي.
في 4 يوليو 2019، قُتل «هيكتور هويرتا ريوس»، زعيم كارتل بيلتران ليفا في نويفو ليون الذي قُبض عليه سابقًا في عام 2009، على يد كارتل منافس بعد إطلاق النار عليه أثناء القيادة في خاليسكو، تعرفت زوجته التي كانت في السيارة مع زوجها وابنتيه على جثته للشرطة في اليوم التالي.